# Federação Portuguesa de Naturismo
A Federação Portuguesa de Naturismo (FPN) é a entidade coordenadora da atividade naturista e nudista em Portugal, federando vários clubes e associações.
Promove também a prática naturista e nudista com o objetivo de desenvolver a saúde física e mental do homem através de meios naturais, privilegiando o contacto com a natureza.
"O Naturismo é uma forma de viver em harmonia com a Natureza caracterizada pela prática da nudez coletiva, com o propósito de favorecer a auto-estima, o respeito pelos outros e pelo meio ambiente."

## História
A FPN foi fundada a 1 de março de 1977, numa reunião realizada em Lisboa. A 22 de abril desse ano, foi feita a escritura pública.
Inicialmente a sede da FPN foi cedida por um dos seus fundadores localizando-se na Rua de S. Bento, n.º 31 em Lisboa.
Desde a sua fundação que a FPN pediu a sua adesão à INF/FNI – Federação Naturista Internacional, vindo a ser aceite em outubro de 1977 tendo participado logo no ano seguinte no respetivo congresso mundial, já com direito a voto.
Desde o início que a FPN procurou estabelecer contactos com vista ao desenvolvimento legal da prática em Portugal. Na sua batalha pelo reconhecimento do naturismo só em 1988 a FPN conseguiu ver discutida e aprovada na Assembleia da República, a primeira Lei Naturista em Portugal.
Até hoje a FPN alcançou importantes conquistas: As leis 92/88, 24/94 e a mais atualizada lei 53/2010 de 20 de Dezembro de 2010 que introduziu a diminuição da distância para 750 metros e deixou de limitar a quantidade de praias por concelho.
A oficialização das praias:
- Praia do Meco, Aldeia do Meco, Sesimbra em 1995;[1]
- Praia da Bela Vista, Costa de Caparica, Almada em 1996;[2]
- Praia do Barril, Ilha de Tavira, Tavira em 1996;[3]
- Praia do Salto, Porto Covo, Sines  em 2002;[4]
- Praia das Adegas, Odeceixe, Aljezur em 2004;[5]
- Praia dos Alteirinhos, Zambujeira do Mar, Odemira  em 2008;[6]
- Ilha da Barreta ou ilha Deserta, Faro em 2011.[7]
- Praia da Adiça, Fonte da Telha, Almada em 2015[8]
- Praia do Malhão[9], Vila nova de Milfontes, Odemira em 30 de Abril de 2019[10]

Também resultam da atividade da FPN a abertura do primeiro horário naturista numa piscina municipal e num health-club, além do apoio ao desenvolvimento de infraestruturas de alojamento turístico.
Atualmente a FPN organiza anualmente uma sessão de piscina para comemorar o seu aniversário sendo as restantes sessões organizadas por um clube associado.

## Atividade
A FPN é a única entidade acreditada em Portugal para a emissão do "Cartão de Identidade Naturista", reconhecido pela INF / FNI como Cartão Naturista Internacional.
A Federação Portuguesa de Naturismo congrega, atualmente, o Clube Naturista do Centro, o Clube Naturista do Algarve e a Sociedade Portuguesa de Naturalogia.
O Núcleo dedicado particularmente aos Jovens – JPN – Jovens Pelo Naturismo, encontra-se temporariamente sem atividade.
A FPN aceita como seus membros todas as pessoas que partilham dos seus princípios e se reveem nos objetivos inscritos nos seus estatutos e regulamentos.
Para além do seu website a FPN mantêm blogues em língua portuguesa e língua inglesa e um fórum.